# David Bičík
David Bičík (* 6. April 1981 in Prag) ist ein ehemaliger tschechischer Fußballtorhüter.

## Spielerkarriere

### Im Verein
Bičík begann im Jahre 2000 als Profifußballer bei Sparta Prag und spielte die nächsten sieben Jahre für diesen Verein. Außer der Rückrunde der Spielzeit 2005/06 und der Spielzeit 2006/07, die er als Leihspieler bei Viktoria Pilsen bzw. SK Kladno verbracht hatte, fristete Bičík bei Sparta Prag eher ein Reservistendasein bzw. spielte für die Reservemannschaft. 2008 verließ er Prag und spielte anschließend für ŠK Slovan Bratislava und Slovan Liberec. Zur Rückrunde der Spielzeit 2012/13 wechselte er  in die türkische Süper Lig zu Mersin İdman Yurdu. Mit diesem Verein verpasste er zum Saisonende den Klassenerhalt. Nach diesem Abstieg wechselte Bičík in die 2. türkische Liga zu Karşıyaka SK. Im Sommer 2014 kehrte er zu Sparta Prag zurück, wo er seine aktive Karriere 2020 beendete.

### Nationalmannschaft
Bičík spielte 1999 dreimal für die Tschechische U21-Nationalmannschaft. Im September 2014 gehörte er bei zwei Spielen auch dem Kader der A-Nationalmannschaft als dritter Torhüter hinter Petr Čech und Tomáš Vaclík an, bestritt aber dort kein Länderspiel.

## Trainerkarriere
Nach dem Ende seiner Spielerkarriere bei Sparta Prag wurde er im Sommer 2020 Torwarttrainer der Mannschaft, ehe er Anfang 2021 zum Trainerstab der zweiten Mannschaft versetzt wurde. Anfang März 2023 wechselte er als Torwarttrainer zum Drittligisten Sokol Hostouň.